# Gaultheria dolichopoda
Gaultheria dolichopoda är en ljungväxtart som beskrevs av Airy Shaw. Gaultheria dolichopoda ingår i släktet Gaultheria och familjen ljungväxter. Inga underarter finns listade i Catalogue of Life.